# ميلان سيكيوليتش
ميلان سيكيوليتش هو لاعب كرة قدم صربي في مركز الوسط، ولد في 26 يناير 1995 في بلغراد في صربيا. لعب مع دينامو بانتشيفو ونادي أو إف كيه بيوغراد.

## وصلات خارجية
- ميلان سيكيوليتش على موقع قاعدة بيانات كرة القدم.إي يو (الإنجليزية)
- ميلان سيكيوليتش على موقع Soccerway.com (الإنجليزية)